# Jánossy András
Jánossy András (Anglia, Manchester, 1944. március 4. –) Széchenyi-díjas angol és magyar fizikus,  tanszékvezető egyetemi tanár, kutatócsoport-vezető. Az MTA rendes tagja.

## Pályafutása
1967-ben az Eötvös Loránd Tudományegyetemen fizikusi diplomát szerzett, majd az KFKI Szilárdtestfizikai Kutatóintézetének munkatársa, tudományos tanácsadója, 1980–90-ben a szervesanyag és neutronspektroszkópiai osztály vezetője volt. 1994 óta a Budapesti Műszaki és Gazdaságtudományi Egyetem tanszékvezető egyetemi tanára. 1998–2001-ben Széchenyi professzori ösztöndíjas volt. Kezdetben nagy tisztaságú fémek vezetési elektronjainak mágnességével, majd nagy mértékben anizotróp, úgynevezett "alacsony dimenziós" elektromos tulajdonságú kristályok vizsgálatával foglalkozott. Számos külföldi egyetem vendégprofesszora volt. A fizikai tudomány doktora, 1993-tól az MTA levelező, 1998 óta rendes tagja.

## Adatok
- Jelenlegi intézmény: Budapesti Műszaki és Gazdaságtudományi Egyetem (professzor)
- Kutatási terület: szilárdtestfizika
- Jelenlegi kutatásainak tudományága: fizikai tudományok

## Díjak
- Széchenyi-díj (2009)